# صفنيا توماس
صفنيا توماس (بالإنجليزية: Zephaniah Thomas)‏ هو لاعب كرة قدم بريطاني في مركز الهجوم، ولد في 14 نوفمبر 1989 في برادفورد في المملكة المتحدة. شارك مع منتخب سانت كيتس ونيفيس لكرة القدم. أما مع النوادي، فقد لعب مع نادي بوسطن يونايتد ونادي شيفيلد ونادي كاودينبيث.

## وصلات خارجية
- صفنيا توماس على موقع قاعدة بيانات كرة القدم.إي يو (الإنجليزية)
- صفنيا توماس على موقع ناشيونال فوتبول تيمز (الإنجليزية)
- صفنيا توماس على موقع Soccerbase.com (لاعب) (الإنجليزية)
- صفنيا توماس على موقع Soccerway.com (الإنجليزية)